# 圣索沃尔 (多尔多涅省)
圣索沃尔（法語：Saint-Sauveur，法語發音：[sɛ̃ sovœʁ] ⓘ）是法国多尔多涅省的一个市镇，位于该省南部，属于贝尔热拉克区。

## 地理
圣索沃尔（44°52'6"N, 0°35'11"E）面积9.31 平方千米，位于法国新阿基坦大区多爾多涅省，该省份为法国西南部内陆省份，是法國本土面积第三大的省，大致对应佩里戈尔地区，北起顺时针与夏朗德省、上维埃纳省、科雷兹省、洛特省、洛特-加龙省、吉倫特省和滨海夏朗德省接壤。
与圣索沃尔接壤的市镇（或旧市镇、城区）包括：拉蒙济-蒙塔斯特吕克、卢伊尔河畔利奥拉克、穆莱迪耶、克雷斯、朗布拉。

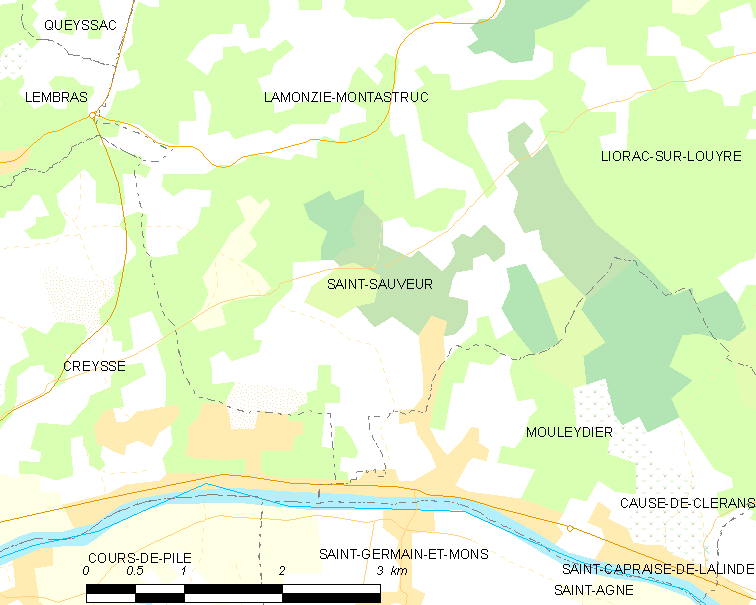
的OSM定位图

圣索沃尔的时区为UTC+01:00、UTC+02:00（夏令时）。

## 行政
圣索沃尔的邮政编码为24520，INSEE市镇编码为24499。

## 政治
圣索沃尔所属的省级选区为贝尔热拉克第二县。

## 人口

1962-2008年间人口变化图示

圣索沃尔于2022年1月1日时的人口数量为855人。